# Mellit
Mellit, eller honungssten, är ett ovanligt mineral med sammansättningen Al2 [C6(COO) 6]•16H2O. Kemiskt definieras det som ett aluminiumsalt av mellitsyra, aluminiumbensenhexakarboxylat. Det har fått sitt namn ur det grekiska ordet  μέλι  meli för honung, med anspelning på dess färg.

## Egenskaper
Mellit är en genomskinlig honungsfärgad kristall, som kristalliserar i det tetragonala systemet och förekommer i form av såväl goda kristaller som formlös massa. Mellit är mjuk och har låg specifik vikt.

## Förekomst
Mellit upptäcktes ursprungligen 1789 i Artem i Thüringen i Tyskland, men har senare hittats även i Österrike, Tjeckien, Ungern och Ryssland. Man har funnit samband med brunkol och torv och antagit att det bildas av växtmaterial och aluminium härrörande från lera.
Mellitsyra kan framställas genom försiktig oxidation av grafit.

## Användning

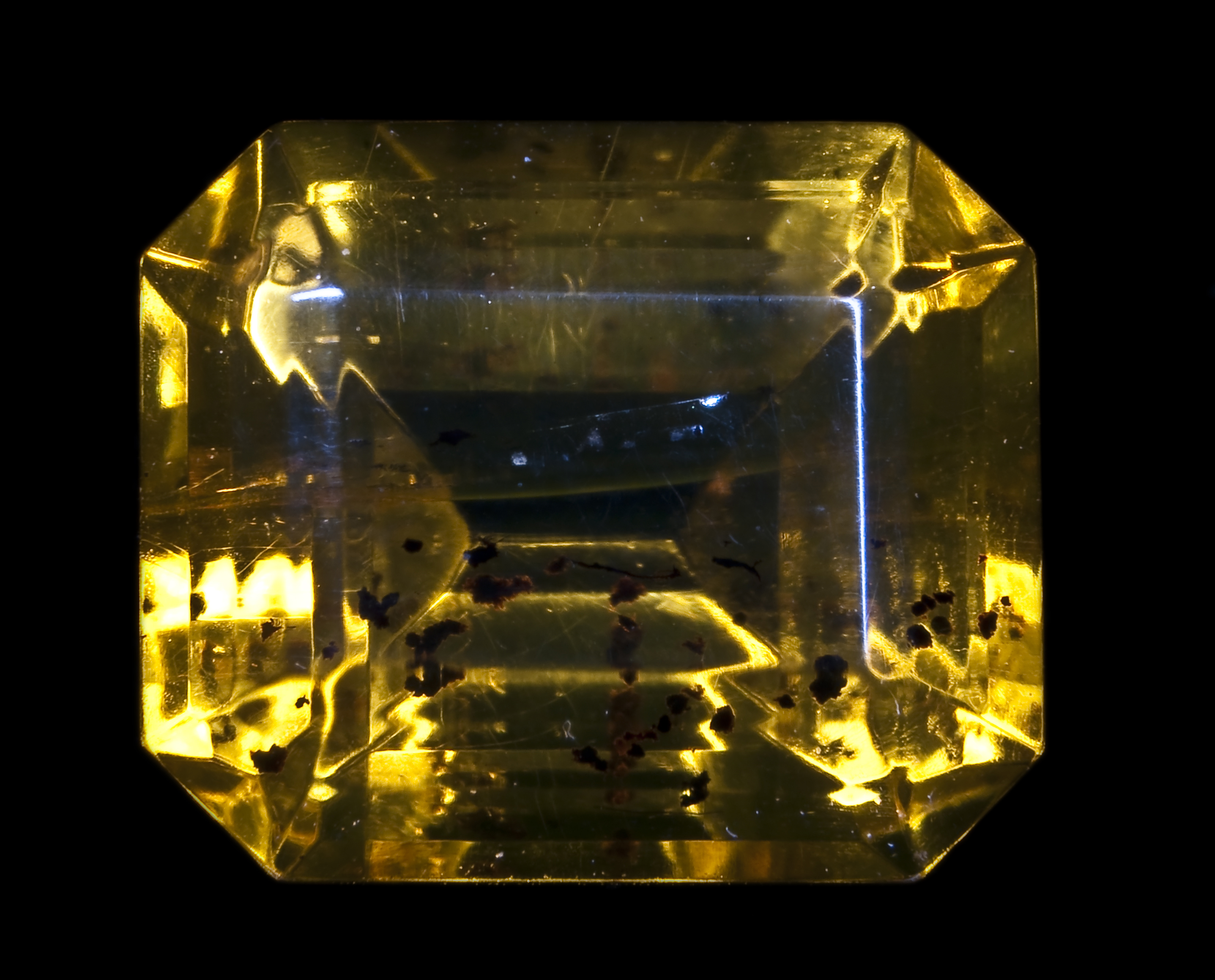
Mellit i smaragdslipning

Mellit kan poleras och fasettslipas till smyckessten.